# Shabiyan
Shabiyan är en ort i Azerbajdzjan.   Den ligger i distriktet İsmayıllı Rayonu, i den centrala delen av landet, 140 km väster om huvudstaden Baku. Shabiyan ligger 763 meter över havet och antalet invånare är 378.
Terrängen runt Shabiyan är kuperad. Närmaste större samhälle är Aghsu, 16,1 km sydost om Shabiyan.
Trakten runt Shabiyan består till största delen av jordbruksmark. Runt Shabiyan är det ganska tätbefolkat, med 56 invånare per kvadratkilometer.